# Naida Saavedra
Naida Saavedra (Maracaibo, 1979) es escritora, crítica literaria y profesora venezolana.
En el ámbito docente es profesora universitaria de la lengua española y la literatura hispanoamericana. También, es traductora de textos literarios y ciencias sociales; miembro y cofundadora de la revista electrónica SAINDE; y la Consejera Editorial de la revista Umbral.

## Biografía
Nació en Maracaibo, Venezuela en 1979.
Se graduó de la Universidad del Zulia en 2001 con su licenciatura en Publicidad y Relaciones Públicas. Tres años después, se graduó de la Universidad Estatal de Florida con su maestría en Tecnología de Comunicación Interactiva. Obtuvo su doctorado en Español y Literatura Latinonoamericana en 2012 de la Universidad Estatal de Florida.
La literatura venezolana contemporánea y la literatura de latinos en los EE. UU. han ayudado a formar su carrera. El desplazamiento -muchas veces no deseado- de las poblaciones, su establecimiento en un nuevo país y todo lo que esto repercute en la identidad de cada persona es un tema de enfoque para la escritora. Además de explorar temas relacionados con la inmigración y la identidad, sus propias obras literarias se centralizan en temas relacionados con la urbe caótica.

## Libros
- 2015, Vestier y otras miserias
- 2013, En esta tierra maldita
- 2013, Última inocencia
- 2013, Hábitat
- 2010, Los napo runa de la amazonía ecuatoriana traducción.
- 2009, Vos no viste que no lloré por vos

## Premios
- 2009, Nacional del Editorial El perro y la rana para Vos no viste que no lloré por vos
- 2010, Victoria Urbano de Narrativa dado por la Asociación Internacional de Literatura Femenina Hispánica para Vestier